# Klinker
Klinker – til tider stavet Klincker – er en gammel slesvigsk slægt som er kendt tilbage fra 1500-tallet. Den har sin oprindelse øst for Slesvig by i området nord for Slien.
Hans Klinker 1570
nævnes at modtage Hertuglige jord og slægten har siden ernæret sig som "Hüfner" på nedarvede gårde i områderne Nübel (Nybøl), Füsing (Fysing), Berend og Breklinge. Flere af slægtsgårdene er gået i arv i Klinker-familierne i århundreder uden ejerskifte ved salg. Gården i Berendt (Dorfstrasse 35) ejes forsat af en 'Klinker' og har været i samme families besiddelse i 450 år.
Klinkerne var loyale over for det daværende selvstændige Hertugdømme Schleswig-Holstein og således hverken danske eller tyske, men slesvigere af slægt og sind.
Slægten Klinker var hovedsageligt selverhvervende bønder, men findes også i andre områder og erhverv. Eksempelvis var Nicolaus Klinker "Landvogt (de)" på Pellworm og en præsteslægt i Hopstrup i Nordschleswig (Johan Bugilaus Klinker 1693-1761).
Der har i den Schleswigske gren været tradition for at skifte mellem navnene Hans og Asmus. Slægtsnavnet kom til Danmark i 1850 med Anna Maria Klinker født i Füsing Kahleby sogn i 1830, der mod sin faders vilje stak af med en dansk soldat, som lå i kantonnement i Füsing landsby i 1. Slesvigske krig og giftede sig Nytårsaften 1851 i Vor Frue kirke Århus.
Slægtsnavnet er sjældent – men findes også i Holland og er ved emigration kommet til USA hvor Sheila Klinker (en) er i Repræsentanternes Hus for Indiana (demokrat). I Danmark journalist og Tv-vært Nina Klinker Stephensen.

## Note
Oplysningerne er en opsummering af et meget omfattende materiale som hovedsageligt er fremkommet via kirkebøger, folketællinger og lokalarkiver. De lokale “dorf chroniker” har endvidere genfortalte overleveringer og er ligeledes konsolideret i arkivmaterialet. Dokumentation og bøger forefindes primært på tysk.